# 三遊亭ふう丈
三遊亭 ふう丈（さんゆうてい ふうじょう、1984年8月23日 - ）は、落語家。落語協会所属。本名∶岡村 卓。出囃子は『キューピー』。

## 来歴
熊本県山鹿市出身。2008年、駒澤大学経済学部経済学科卒業。大学時代には落語研究会に所属。お笑いが好きで、そういうサークル・団体を探していたが、駒澤大学には当時、落研しかなかった。最初は嫌々だったが、意外と面白いと思い始めて落語にハマる。
2011年4月、三遊亭圓丈に入門。2012年4月、前座となり「ふう丈」を名乗る。2016年5月、柳家圭花、三遊亭わん丈と共に二ツ目昇進。2021年11月、師匠圓丈が死去。その死に伴い、2022年2月より弟弟子の三遊亭わん丈と共に兄弟子の三遊亭天どん門下に移籍。
2026年3月21日、柳家圭花、柳家小はぜ、三遊亭伊織、入舟辰乃助とともに真打昇進予定。

## 芸歴
- 2011年4月 - 三遊亭圓丈に入門。
- 2012年4月 - 前座となる、前座名「ふう丈」。
- 2016年5月 - 二ツ目昇進。
- 2021年11月 - 師匠圓丈が死去。
- 2022年2月 - 圓丈の死に伴い兄弟子の三遊亭天どん門下に移籍。

## 人物
- Twitter上で落語協会色物「アサダ二世」のモノマネ「アサダ三世」として人気を集めている。当初は「アサダ五世」と名乗っていたが、アサダ二世本人と共演した時に「アサダ三世を名乗れ」と言われて変更した。
- 誕生日に何が欲しいか聞かれたので冗談で「亀が欲しい」と答えたら、本当にクサガメをプレゼントされてしまい仕方なく育てている。
- 2019年8月に噺家の仲間の柳家かゑる、柳家花飛、金原亭馬久、入舟辰乃助と富士登山に挑戦した。

## 主な出演
- 「道新寄席 三遊亭円丈 天どん 親子会」2018年5月12日～道新プレイガイド
- 「第八回高円寺演芸まつり」
- 「柳家喬太郎プロデュース"とみん特選寄席" 第2弾」
- 「草津温泉らくご第3006回公演」
- 「スクエア荏原寄席 若手花形演芸会～春～3月14日」スクエア荏原ひらつかホール～品川文化振興事業団
- 「えきまえ寄席 2017.10～2018.2」～太田市美術館・図書館
- 「笑福亭たま深川独演会」2017年6月20日～上方落語協会
- 「林家たい平 数えて二百六十五夜・皐月」2017年5月31日～みたか井心亭
- 「開場15周年記念　横浜にぎわい寄席5」2017年5月5日～横浜にぎわい座7
- 「名人柳家小団治・三遊亭圓王『いきいき寄席』」2017年4月28日～東京都弘済会
- 「円丈隠居計画『羽光 vs 円ジ～ィ』」2017年3月12日～rakugodvd.seesaa.net
- 「演舞場発 東寄席 第二回」2014年8月29日～新橋演舞場